# Истры

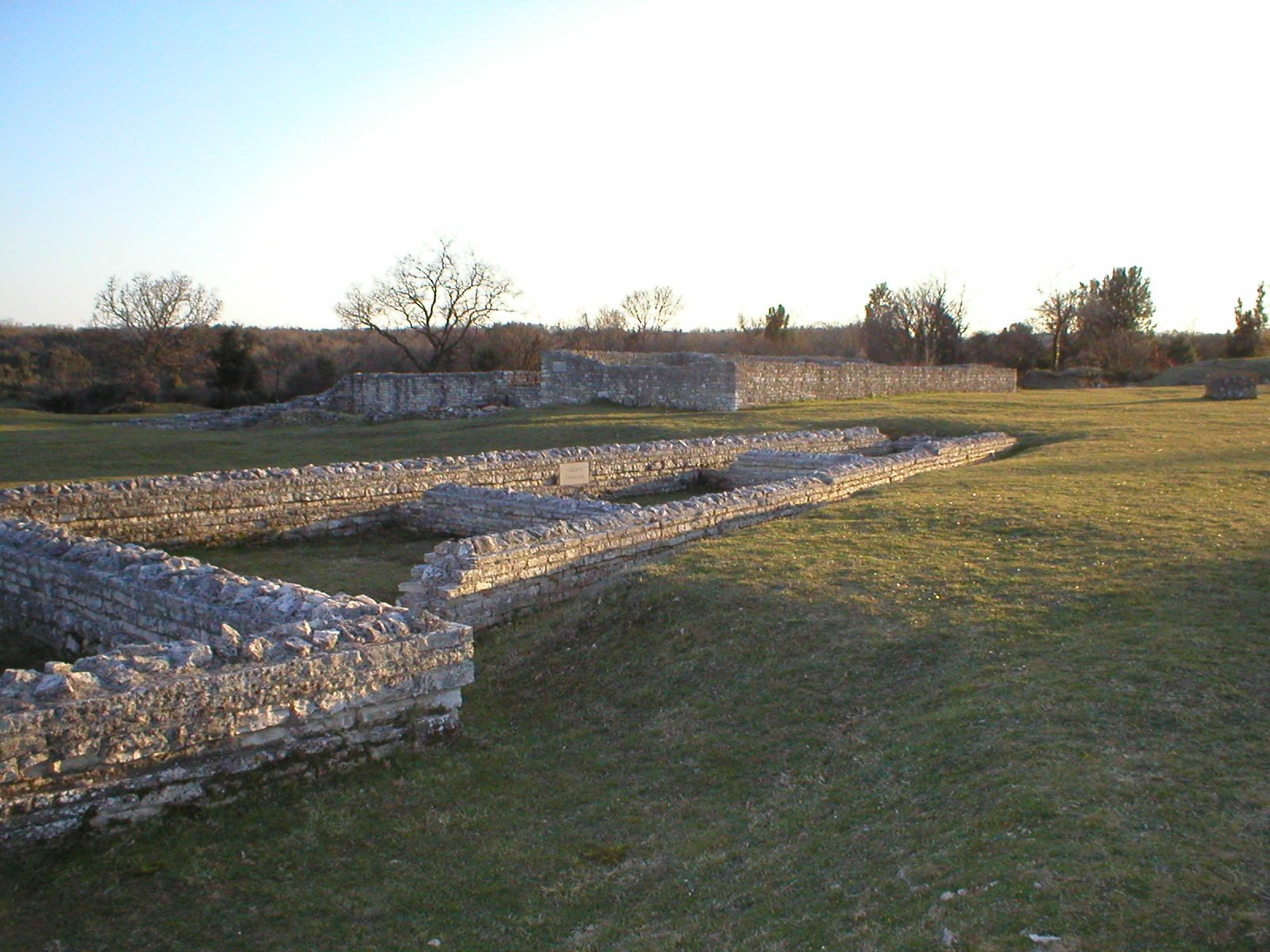
Руины города Несакций (ит.)

Истры (лат. Histri) — индоевропейский народ неясного происхождения (вероятно, родственный венетам и либурнам). Жили на территории современной Истрии. Занимались мореплаванием, рыбной ловлей, торговлей и пиратством. В честь истров назван один из типов древних судов.
Сформировались как племенное сообщество в конце бронзового века, вероятно, как потомки кастельерской культуры, территория которой была гораздо шире, чем область проживания истров в исторический период. Входили в сферу влияния иллирийцев, однако топонимика истров указывает скорее на их родство с венетами на севере Италии.
Их пиратская и торговая активность достигала южной Италии. В III в. до н. э. истры столкнулись с конкурентами в лице как древних греков, так и римлян, торговой деятельности которых они препятствовали. В 221 г. до н. э. римляне предприняли военный поход в Истрию. Последующие экспедиции завершились оккупацией Истрии. Для контроля территории, населённой истрами, с 181 г. до н. э. римляне основали на севере Адриатики новую колонию Аквилея. Истры пытались воспрепятствовать сооружению этого города, однако римлянам в ходе войны 178/177 гг. до н. э. удалось разрушить главный городской центр истров Несакций (ит.), ныне археологическое городище Визаче близ поселения Валтура в 11 км к востоку от Пулы.
Истры упоминаются в мифах об аргонавтах, Медее. На побережье Адриатики, по-видимому, заканчивался древний торговый путь, по которому с севера доставляли цинк и янтарь. Материальная культура истров испытала влияние венетов и этрусков.
В 1527 году Сигизмунд фон Герберштейн выпустил книгу «Записки о московских делах». В ней он перечисляет истров среди славяноязычных народов:

Славянский язык, ныне искаженно именуемый склавонским, распространен весьма широко: на нем говорят далматинцы, босняки, хорваты, истрийцы и далее вдоль Адриатического моря до Фриуля, карны, которых венецианцы называют карсами, а также жители Крайны, каринтийцы до самой реки Дравы, затем штирийцы ниже Граца вдоль Мура до Дуная, мизийцы, сербы, болгары и другие, живущие до самого Константинополя; кроме них чехи, лужичане, силезцы, моравы и обитатели берегов реки Вага в Венгерском королевстве, а еще поляки и русские и черкесы-пятигорцы, у Понта и, наконец, остатки вандалов, живущие кое-где на севере Германии за Эльбой. Все они причисляют себя к славянам, хотя немцы, пользуясь именем одних только вандалов, называют всех, говорящих по-славянски, одинаково вендами, виндами или виндскими.— «Записки о Московии»